# Orehovlje, Miren - Kostanjevica
Orehovlje je naselje v Občini Miren - Kostanjevica. 

## Zgodovina
Orehovlje se v dokumentih prvič omenjajo leta 1398 z imenom "Orechelach". Sprva so Orehovlje spadale v Šempetrsko župnijo, tamkajšnji mlin pa je bil v lasti Jezuitov. Cerkev sv. Avguština v Orehovljah je prvič omenjena leta 1569. 
V vasi sta se nahajali dve plemiški stavbi, dvorec Obizzi iz 17. stoletja, ki v večji meri še stoji in manjši stavbni kompleks dvorca Pober iz 18. stoletja. 
Sredi naselja stoji podružnica Mirenske župnije cerkev sv. Avguština iz leta 1885. Na področju današnjih Orehovelj pa so poleg cerkve sv. Avguština stale še podružnica cerkev sv. Egidija in kapeli sv. Antona Padovanskega in sv. Silvestra. Do današnjih dni se nobena izmed njih ni ohranila.
Med 1. svetovno vojno so bile razdejane tudi Orehovlje.
Med bombardiranjem zavezniških letal 18. marca 1944 so v Orehovljah umrli trije ljudje.

## Prazniki
Orehovlje so znane po prazniku ''špargljev'' - belušev, ki se odvija vsako leto junija v športnem parku Java v južnem predelu Orehovelj. Dogodek organizirata KS Orehovlje in Turistično športno društvo Orehovlje.
Zadnjo nedeljo v avgustu je v Orehovljah praznik vaškega zavetnika sv. Avguština.

## Ljudje povezani s krajem

##### Rojeni v Orehovljah:
- Gianbattist Garzarollij, goriški deželni zdravnik. Gian Battista Garzarolli, sin barona Giacoma in Doroteje di Moscon, se je rodil leta 1610 v Orehovljah. V Padovi je diplomiral iz medicine in postal zdravnik v Gorici in Vidmu (Udine). Leta 1665 je objavil zelo hvaljeno delo Epitome vel Syntesis quaestionum de coitu, malo pred smrtjo pa metafizično delo De immortalitate mentis humanae ex via peripatetica. Umrl je 29. avgusta 1687 v Gorici. [2]